# Усть-Грязнуха
Усть-Грязнуха (нем. Göbel, Гебель) — село в Камышинском районе Волгоградской области, административный центр Усть-Грязнухинского сельского поселения. Основано как немецкая колония Гебель (нем. Göbel) в 1767 году.
Население — 856 чел. (2010)

## Название
Немецкое название Гебель (нем. Göbel) колония получила по фамилии первого старосты. По указу от 26 февраля 1768 года о наименованиях немецких колоний получила название Усть-Грязнуха, по наименованию реки, на которой располагалась.

## История
Основано 24 июля 1767 года. Основатели — 47 семьи из Майнца, Вюрцбурга и Изенбурга. До 1917 года католическое село сначала Каменского колонистского округа, а после 1871 года Каменской волости; с 1895 года — Семёновской, а после её объединения с Иловлинской, Уметской волости Камышинского уезда Саратовской губернии. Село относилось к католическому приходу Семёновка; в 1894 году был образован самостоятельный приход Гебель. Деревянная церковь во имя Святого Венделина была построена в 1848 году.
В 1857 году земли — 3370 десятин, в 1910 году — 10476 десятин. Имелись мельницы, кузницы, проводились ярмарки. С 1780 года — почтовая станция, с 1865 года земская ямская станция (1865). С момента основания колонии действовала церковно-приходская школа. В 1892 году открыта земская школа. В период с 1863 по 1872 год 53 жителя выехало в Самарскую губернию, в 1859-65 годах 26 человек выбыло в Кубанскую область, в 1876 года 25 человек эмигрировало в Америку.
В советский период — немецкое село сначала Верхне-Иловлинского района Голо-Карамышского уезда Трудовой коммуны (Области) немцев Поволжья, затем с 1922 года — Каменского, а с 1935 года — Добринского кантона Республики немцев Поволжья; административный центр Гебельского сельского совета. В голод 1921 года родился 86 человек, умерли — 285. В 1926 году имелись кооперативная лавка, сельскохозяйственное кредитное товарищество, начальная школа. В 1928 году возвращено название Гебель. В 1932 году организована МТС. В 1932 году Гебельская МТС обслужила 5 колхозов с посевной площадью 20,5 тыс. га.
В сентябре 1941 года немецкое население было депортировано.

## География
Село находится в лесостепи, в пределах Приволжской возвышенности, являющейся частью Восточно-Европейской равнины, на правом берегу реки Грязнуха, при её впадении в Иловлю. В окрестностях села распространены пойменные засоленные и светло-каштановые почвы. Средняя высота над уровнем моря — 124 метров.
По автомобильным дорогам расстояние до районного центра города Камышин — 53 км, до областного центра города Волгоград — 240 км, до города Саратов — 140 км. Станция Семёновский железнодорожной ветки Саратов-Иловля Волгоградского региона Приволжской железной дороги.
Климат
Климат умеренный континентальный (согласно классификации климатов Кёппена — Dfa). Многолетняя норма осадков — 402 мм. Наибольшее количество осадков выпадает в июле — 47 мм, наименьшее в марте — 22 мм. Среднегодовая температура положительная и составляет + 6,6 С, средняя температура самого холодного месяца января −9,9 С, самого жаркого месяца июля +22,4 С.
Часовой пояс
Усть-Грязнуха, как и вся Волгоградская область, находится в часовой зоне МСК (московское время). Смещение применяемого времени относительно UTC составляет +3:00.

## Население
| 2002 |
| ---- |
| 891  |

| 1767  | 1773  | 1788  | 1798  | 1816  | 1834  | 1850  |
| ----- | ----- | ----- | ----- | ----- | ----- | ----- |
| 230   | ↗288  | ↗357  | ↗433  | ↗606  | ↗972  | ↗1423 |
| 1859  | 1865  | 1886  | 1897  | 1905  | 1911  | 1920  |
| ↗1616 | ↗2213 | ↗2737 | ↗2787 | ↗2869 | ↗3147 | ↘2593 |
| 1922  | 1926  | 1931  | 2010  |       |       |       |
| ↘1584 | ↗2213 | ↗2499 | ↘856  |       |       |       |